# Pampa Aullagas
Pampa Aullagas är en slätt i Bolivia.   Den ligger i departementet Oruro, i den centrala delen av landet, 190 km väster om huvudstaden Sucre.
Omgivningarna runt Pampa Aullagas är i huvudsak ett öppet busklandskap. Trakten runt Pampa Aullagas är nära nog obefolkad, med mindre än två invånare per kvadratkilometer.